# Thực vật có hoa
Thực vật có hoa, còn gọi là thực vật hạt kín hay thực vật bí tử (danh pháp khoa học Angiospermae hoặc Anthophyta hay Magnoliophyta) là một nhóm chính của thực vật. Chúng tạo thành một trong hai nhóm thuộc thực vật có hạt (Spermatophyta). Chúng bao phủ các hạt của mình bằng cách đưa hạt vào trong quả thực thụ. Chúng chứa các cơ quan sinh sản trong một cấu trúc được gọi là hoa; noãn được bao phủ bởi lá noãn, nó sẽ dẫn tới sự hình thành quả.
Trong nhóm chính còn lại của thực vật có hạt, được gọi là thực vật hạt trần, noãn không được bao phủ khi thụ phấn và các hạt không ở trong quả thực thụ, mặc dù thỉnh thoảng người ta vẫn thấy ở chúng các cơ cấu nhiều cùi thịt che phủ hạt (ví dụ chi Taxus).
Đây là nhóm thực vật trên cạn đa dạng nhất, với 64 bộ, 419 họ, khoảng 14200 chi và gần 345000 loài đã được biết đến.

## Lịch sử
Thuật ngữ để chỉ thực vật hạt kín là "Angiosperm", có nguồn gốc từ tiếng Hy Lạp cổ đại αγγειον (chỗ chứa) và σπερμα (hạt), được Paul Hermann tạo thành dưới dạng thuật ngữ Angiospermae vào năm 1690, như là tên gọi của một trong các ngành chính trong giới thực vật của ông, nó bao gồm thực vật có hoa và tạo ra các hạt được bao phủ trong các bao vỏ (quả nang), ngược lại với Gymnospermae của ông, hay thực vật có hoa với các quả thuộc loại quả bế hay quả nứt - toàn bộ quả hay mỗi miếng riêng rẽ của nó được coi như là hạt và trần trụi. Thuật ngữ này và từ trái nghĩa của nó đã được Carolus Linnaeus duy trì với cùng ngữ cảnh, nhưng với các ứng dụng hạn hẹp hơn, như trong tên gọi của các bộ trong lớp Didynamia của ông. Việc sử dụng nó trong bất kỳ cách tiếp cận nào đối với lĩnh vực hiện đại của nó chỉ trở thành có thể sau khi Robert Brown thiết lập vào năm 1827 sự tồn tại của các noãn trần thực sự trong Cycadeae (Tuế) và Coniferae (Thông), cho phép gọi chúng một cách chính xác là thực vật hạt trần. Từ thời điểm này trở đi, cũng giống như Gymnosperm được dùng để chỉ thực vật hạt trần thì thuật ngữ Angiosperm đã được nhiều nhà thực vật học dùng với ý nghĩa đối lập, nhưng với giới hạn thay đổi, như là tên nhóm cho các thực vật hai lá mầm khác.
Sự phát hiện của Hofmeister năm 1851 về các thay đổi xảy ra trong túi phôi của thực vật có hoa, cũng như sự xác định của ông về các quan hệ chính xác của các thay đổi này với thực vật có mạch, đã cố định vị trí của Gymnosperm như là một lớp phân biệt với thực vật hai lá mầm, và thuật ngữ Angiosperm sau đó dần dần được chấp nhận như là tên gọi phù hợp cho toàn bộ thực vật có hoa hơn là Gymnosperm, và nó bao gồm trong đó các lớp thực vật hai lá mầm và thực vật một lá mầm. Đây chính là ý nghĩa mà thuật ngữ này hiện nay có được và được sử dụng ở đây.

## Lịch sử tiến hóa
Sự tiến hóa của giới thực vật đã theo xu hướng thiết lập các loài thực vật với kiểu cách phát triển cố định và phù hợp với sự thay đổi của sự sống trên mặt đất, và thực vật hạt kín là biểu hiện cao nhất của quá trình tiến hóa này. Chúng tạo thành thảm thực vật chủ yếu trên bề mặt Trái Đất trong kỷ nguyên hiện tại. Thực vật hạt kín được tìm thấy từ hai địa cực tới xích đạo, khi mà sự sống của thực vật là có thể duy trì được. Chúng cũng rất phổ biến trong các vùng nông của các con sông và các hồ nước ngọt, cũng như có ít hơn về mặt số lượng loài trong các hồ nước mặn hay trong lòng đại dương. Tuy nhiên, các loài thực vật hạt kín thủy sinh không phải là các dạng thực vật nguyên thủy mà được phát sinh ra từ các dạng tổ tiên trung gian trên đất liền. Gắn liền với sự đa dạng về nơi sinh sống là sự dao động lớn về hình thái chung và kiểu sinh trưởng. Chẳng hạn, các loại bèo tấm quen thuộc che phủ bề mặt các ao hồ gồm có các chồi nhỏ màu xanh lục dạng "tản", gần như không thể hiện sự phân biệt giữa các phần - thân và lá, chúng có một rễ đơn mọc theo chiều đứng xuống dưới nước. Trong khi đó, các cây thân gỗ lớn trong rừng có thân cây, có lẽ là sau hàng trăm năm, đã phát triển thành một hệ thống trải rộng bao gồm các cành và nhánh, mang theo nhiều cành con hay nhánh nhỏ với hằng hà sa số lá, trong khi dưới lòng đất thì hệ thống rễ trải rộng nhiều nhánh cũng chiếm một diện tích đất tương đương. Giữa hai thái cực này là mọi trạng thái có thể tưởng tượng được, bao gồm các loại cây thân thảo trên mặt đất và dưới nước, là các loại cây thân bò, mọc thẳng hay dây leo về cách thức phát triển, cây bụi hay cây thân gỗ nhỏ và vừa phải và chúng có sự đa dạng hơn nhiều so với các ngành khác của thực vật có hạt, chẳng hạn như ở thực vật hạt trần.
Các di tích đầu tiên về sự xuất hiện của thực vật hạt kín được tìm thấy trong các mẫu hóa thạch có niên đại khoảng 140 triệu năm trước, trong thời kỳ của kỷ Jura (203-135 triệu năm trước). Dựa trên các chứng cứ hiện tại, dường như là các tổ tiên của thực vật hạt kín và ngành Dây gắm (Gnetophyta) đã tách ra khỏi nhau vào cuối kỷ Trias (220-202 triệu năm trước). Các thực vật hóa thạch với một số đặc trưng có thể xác định thuộc về thực vật hạt kín xuất hiện trong kỷ Jura và đầu kỷ Phấn trắng (kỷ Creta) (135-65 triệu năm trước), nhưng chỉ có dưới một số rất ít hình thái thô sơ. Hóa thạch sớm nhất của thực vật hạt kín, Archaefructus liaoningensis, có niên đại khoảng 125 triệu năm trước. Phấn hoa, được coi là liên quan trực tiếp tới sự phát triển của hoa, được tìm thấy trong hóa thạch có lẽ cổ tới 130 triệu năm. Sự bùng nổ mạnh của thực vật hạt kín (khi có sự đa dạng lớn của thực vật hạt kín trong các mẫu hóa thạch) đã diễn ra vào giữa kỷ Phấn trắng (khoảng 100 triệu năm trước). Tuy nhiên, một nghiên cứu trong năm 2007 đã ước tính sự phân chia của 5 trong số 8 nhóm gần đây nhất (chi Ceratophyllum, họ Chloranthaceae, thực vật hai lá mầm thật sự, magnoliids, thực vật một lá mầm) đã xảy ra khoảng 140 triệu năm trước. Vào cuối kỷ Phấn trắng, thực vật hạt kín dường như đã trở thành nhóm thống trị trong số thực vật trên đất liền, và nhiều thực vật hóa thạch có thể nhận ra được là thuộc về các họ ngày nay (bao gồm dẻ gai, sồi, thích, mộc lan) đã xuất hiện.
Tuy nhiên, một số tác giả lại đề xuất nguồn gốc sớm hơn của thực vật hạt kín, đôi khi là tận trong đại Cổ sinh (251 triệu năm trước hay sớm hơn).

## Phân loại

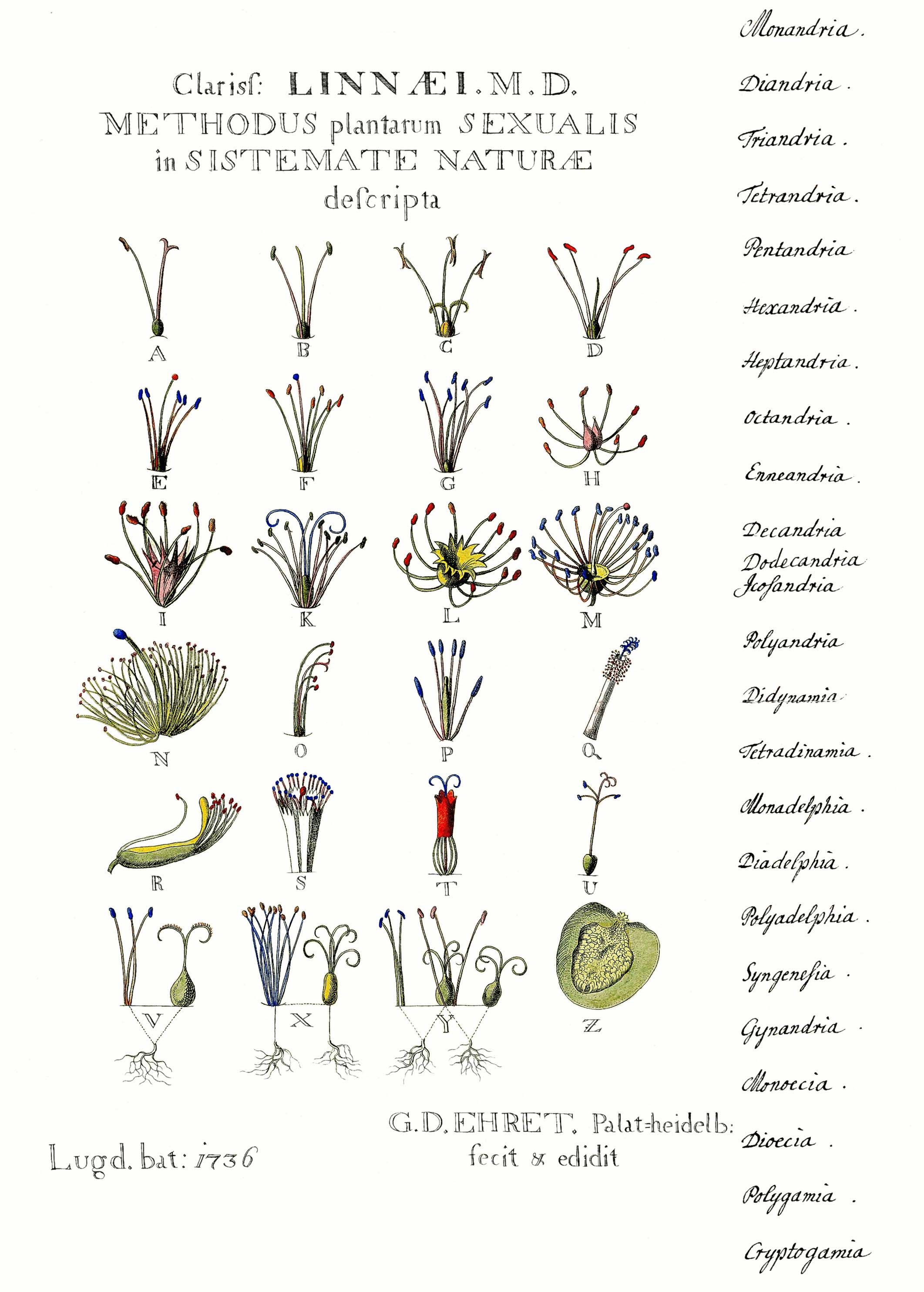
Từ 1736, hình minh họa phân loại Linnaeus.

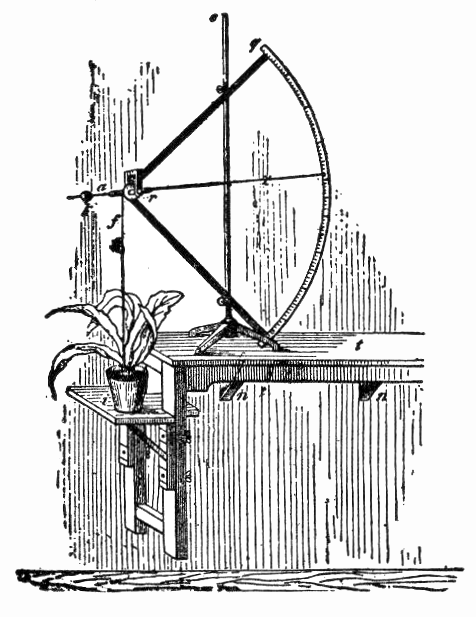
Máy đo sinh trưởng: một thiết bị đo tốc độ phát triển ở thực vật.

Trong phần lớn các hệ thống phân loại, thực vật có hoa được coi là một nhóm cố kết mạch lạc. Tên gọi mang tính miêu tả phổ biến nhất là Angiospermae (Angiospermae), với Anthophyta ("thực vật có hoa") là lựa chọn thứ hai. Các tên gọi này không gắn kết cố định với bất kỳ cấp phân loại nào. Hệ thống Wettstein và hệ thống Engler sử dụng tên gọi Angiospermae với cấp bậc được gán là phân ngành. Hệ thống Reveal coi thực vật có hoa như là phân ngành Magnoliophytina, nhưng sau đó tách nó ra thành Magnoliopsida, Liliopsida và Rosopsida. Hệ thống Takhtadjan và hệ thống Cronquist coi nhóm này ở cấp ngành, dẫn tới tên gọi Magnoliophyta (từ tên gọi của họ Magnoliaceae). Hệ thống Dahlgren và hệ thống Thorne (1992) coi nhóm này ở cấp độ lớp, dẫn tới tên gọi Magnoliopsida. Tuy nhiên, hệ thống APG năm 1998 và hệ thống APG II năm 2003, không coi nó như là một đơn vị phân loại chính thức mà coi nó là một nhánh không có tên gọi thực vật học chính thức và sử dụng tên gọi angiosperms cho nhánh này.
Cho tới nay, thông thường thực vật có hoa vẫn được coi là một ngành. Là một nhóm ở cấp độ trên cấp họ, nên ở đây có sự tự do trong việc chọn tên gọi: Điều 16 của ICBN cho phép hoặc là dùng tên miêu tả hoặc là dùng tên dựa trên tên phát sinh chủng loài. Tên ưa thích theo phạm trù sau là Magnoliophyta (ở cấp độ ngành, dựa trên Magnolia là tên khoa học của chi Mộc lan). Tên miêu tả phổ biến nhất là Angiospermae (Angiosperm), với Anthophyta ("thực vật có hoa") là sự lựa chọn thứ hai.
Phân loại nội bộ của nhóm này đã qua nhiều thay đổi đáng kể cũng giống như sự thay đổi của ý tưởng về các mối quan hệ của chúng. Hệ thống Cronquist, được Arthur Cronquist đề xuất năm 1968 và công bố ở dạng đầy đủ năm 1981, vẫn còn được sử dụng rộng rãi nhưng không còn được coi là phản ánh đúng cơ chế phát sinh loài. Sự nhất trí chung về việc thực vật có hoa cần sắp xếp như thế nào chỉ có thể nổi lên gần đây, thông qua công trình của Angiosperm Phylogeny Group, là tổ chức đã phát hành sự phân loại lại có sức thuyết phục hơn cho thực vật hạt kín vào năm 1998. Sự cập nhật các nghiên cứu gần đây đã được phát hành như là APG II (2003).

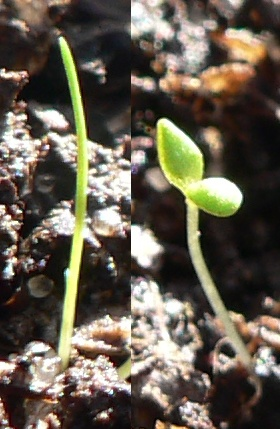
Thực vật một lá mầm (trái) và hai lá mầm (phải)

Theo truyền thống, thực vật có hoa được chia thành hai nhóm chính, trong hệ thống Cronquist được gọi là Magnoliopsida (ở cấp độ lớp, dựa trên tên gọi Magnolia) và Liliopsida (ở cấp độ lớp, dựa trên tên gọi Lilium). Phổ biến hơn là các tên gọi miêu tả (theo điều 16 của ICBN): Dicotyledones (một số người ưa dùng Dicotyledoneae) và Monocotyledones (một số người ưa dùng Monocotyledoneae), là các tên gọi đã được sử dụng từ rất lâu. Trong tiếng Việt, thành viên nào đó của nhóm bất kỳ nào đều có thể được gọi chung là "thực vật một lá mầm" hay "thực vật hai lá mầm", tùy theo số lượng lá mầm của nó. Các tên gọi này xuất phát từ một thực tế là thực vật hai lá mầm thường (không phải luôn luôn) có hai lá mầm trong mỗi hạt, trong khi thực vật một lá mầm thông thường chỉ có một. Quan điểm về số lượng lá mầm không phải là thuận tiện mà cũng không phải là đặc điểm có độ tin cậy cao.
Các nghiên cứu gần đây chỉ ra rằng thực vật một lá mầm là một nhóm "tốt" (nhóm đơn ngành hay toàn phần), trong khi thực vật hai lá mầm lại không phải như vậy (nhóm đa ngành). Tuy nhiên, trong phạm vi của thực vật hai lá mầm vẫn tồn tại nhóm "tốt", nó bao gồm phần lớn thực vật hai lá mầm. Nhóm mới này về mặt bán chính thức được gọi là "thực vật hai lá mầm thật sự" (eudicots) hay "ba lỗ chân lông" (tricolpate). Tên gọi "tricolpate" có nguồn gốc từ loại hình phấn hoa tìm thấy trong cả nhóm. Tên gọi eudicots được tạo ra bằng cách gắn "dicots" với tiền tố "eu-" (tiếng Hy Lạp 'eu'= "thật sự"), do mọi thực vật hai lá mầm thật sự đều chia sẻ các đặc trưng thông thường được gán cho thực vật hai lá mầm. Tên gọi hình thức cho nhóm này đôi khi được dùng là Rosopsida (ở cấp độ lớp, dựa trên chi Rosa). Tách nhóm này ra khỏi thực vật hai lá mầm (cũ) người ta thu được phần còn lại, nó đôi khi được gọi là "thực vật hai lá mầm cổ" (palaeodicot với tiền tố "palaeo-" trong tiếng Hy Lạp cổ điển có nghĩa là cổ). Do nhóm còn lại này không phải là một nhóm "tốt" nên thuật ngữ này chỉ có mục đích làm thuận lợi trong phân loại mà thôi.

## Phát sinh chủng loài
Phát sinh chủng loài của thực vật có hoa theo APG III (2009).

|  | magnoliids    |
|  |               |
|  | Chloranthales |
|  |               |

|  | monocots                                                   |
|  |                                                            |
|  | \| \| Ceratophyllum \| \| \| \| \| \| eudicots \| \| \| \| |
|  |                                                            |
|  | Ceratophyllum                                              |
|  |                                                            |
|  | eudicots                                                   |
|  |                                                            |

|  | Ceratophyllum |
|  |               |
|  | eudicots      |
|  |               |

|  | magnoliids    |
|  |               |
|  | Chloranthales |
|  |               |

|  | monocots                                                   |
|  |                                                            |
|  | \| \| Ceratophyllum \| \| \| \| \| \| eudicots \| \| \| \| |
|  |                                                            |
|  | Ceratophyllum                                              |
|  |                                                            |
|  | eudicots                                                   |
|  |                                                            |

|  | Ceratophyllum |
|  |               |
|  | eudicots      |
|  |               |

|  | magnoliids    |
|  |               |
|  | Chloranthales |
|  |               |

|  | monocots                                                   |
|  |                                                            |
|  | \| \| Ceratophyllum \| \| \| \| \| \| eudicots \| \| \| \| |
|  |                                                            |
|  | Ceratophyllum                                              |
|  |                                                            |
|  | eudicots                                                   |
|  |                                                            |

|  | Ceratophyllum |
|  |               |
|  | eudicots      |
|  |               |

|  | magnoliids    |
|  |               |
|  | Chloranthales |
|  |               |

|  | monocots                                                   |
|  |                                                            |
|  | \| \| Ceratophyllum \| \| \| \| \| \| eudicots \| \| \| \| |
|  |                                                            |
|  | Ceratophyllum                                              |
|  |                                                            |
|  | eudicots                                                   |
|  |                                                            |

|  | Ceratophyllum |
|  |               |
|  | eudicots      |
|  |               |

|  | magnoliids    |
|  |               |
|  | Chloranthales |
|  |               |

|  | monocots                                                   |
|  |                                                            |
|  | \| \| Ceratophyllum \| \| \| \| \| \| eudicots \| \| \| \| |
|  |                                                            |
|  | Ceratophyllum                                              |
|  |                                                            |
|  | eudicots                                                   |
|  |                                                            |

|  | Ceratophyllum |
|  |               |
|  | eudicots      |
|  |               |

|  | magnoliids    |
|  |               |
|  | Chloranthales |
|  |               |

|  | monocots                                                   |
|  |                                                            |
|  | \| \| Ceratophyllum \| \| \| \| \| \| eudicots \| \| \| \| |
|  |                                                            |
|  | Ceratophyllum                                              |
|  |                                                            |
|  | eudicots                                                   |
|  |                                                            |

|  | Ceratophyllum |
|  |               |
|  | eudicots      |
|  |               |

|  | magnoliids    |
|  |               |
|  | Chloranthales |
|  |               |

|  | monocots                                                   |
|  |                                                            |
|  | \| \| Ceratophyllum \| \| \| \| \| \| eudicots \| \| \| \| |
|  |                                                            |
|  | Ceratophyllum                                              |
|  |                                                            |
|  | eudicots                                                   |
|  |                                                            |

|  | Ceratophyllum |
|  |               |
|  | eudicots      |
|  |               |

|  | magnoliids    |
|  |               |
|  | Chloranthales |
|  |               |

|  | monocots                                                   |
|  |                                                            |
|  | \| \| Ceratophyllum \| \| \| \| \| \| eudicots \| \| \| \| |
|  |                                                            |
|  | Ceratophyllum                                              |
|  |                                                            |
|  | eudicots                                                   |
|  |                                                            |

|  | Ceratophyllum |
|  |               |
|  | eudicots      |
|  |               |

|  | magnoliids    |
|  |               |
|  | Chloranthales |
|  |               |

|  | monocots                                                   |
|  |                                                            |
|  | \| \| Ceratophyllum \| \| \| \| \| \| eudicots \| \| \| \| |
|  |                                                            |
|  | Ceratophyllum                                              |
|  |                                                            |
|  | eudicots                                                   |
|  |                                                            |

|  | Ceratophyllum |
|  |               |
|  | eudicots      |
|  |               |

|  | magnoliids    |
|  |               |
|  | Chloranthales |
|  |               |

|  | monocots                                                   |
|  |                                                            |
|  | \| \| Ceratophyllum \| \| \| \| \| \| eudicots \| \| \| \| |
|  |                                                            |
|  | Ceratophyllum                                              |
|  |                                                            |
|  | eudicots                                                   |
|  |                                                            |

|  | Ceratophyllum |
|  |               |
|  | eudicots      |
|  |               |

|  | magnoliids    |
|  |               |
|  | Chloranthales |
|  |               |

|  | monocots                                                   |
|  |                                                            |
|  | \| \| Ceratophyllum \| \| \| \| \| \| eudicots \| \| \| \| |
|  |                                                            |
|  | Ceratophyllum                                              |
|  |                                                            |
|  | eudicots                                                   |
|  |                                                            |

|  | Ceratophyllum |
|  |               |
|  | eudicots      |
|  |               |

|  | magnoliids    |
|  |               |
|  | Chloranthales |
|  |               |

|  | monocots                                                   |
|  |                                                            |
|  | \| \| Ceratophyllum \| \| \| \| \| \| eudicots \| \| \| \| |
|  |                                                            |
|  | Ceratophyllum                                              |
|  |                                                            |
|  | eudicots                                                   |
|  |                                                            |

|  | Ceratophyllum |
|  |               |
|  | eudicots      |
|  |               |

|  | magnoliids    |
|  |               |
|  | Chloranthales |
|  |               |

|  | monocots                                                   |
|  |                                                            |
|  | \| \| Ceratophyllum \| \| \| \| \| \| eudicots \| \| \| \| |
|  |                                                            |
|  | Ceratophyllum                                              |
|  |                                                            |
|  | eudicots                                                   |
|  |                                                            |

|  | Ceratophyllum |
|  |               |
|  | eudicots      |
|  |               |

|  | magnoliids    |
|  |               |
|  | Chloranthales |
|  |               |

|  | monocots                                                   |
|  |                                                            |
|  | \| \| Ceratophyllum \| \| \| \| \| \| eudicots \| \| \| \| |
|  |                                                            |
|  | Ceratophyllum                                              |
|  |                                                            |
|  | eudicots                                                   |
|  |                                                            |

|  | Ceratophyllum |
|  |               |
|  | eudicots      |
|  |               |

|  | magnoliids    |
|  |               |
|  | Chloranthales |
|  |               |

|  | monocots                                                   |
|  |                                                            |
|  | \| \| Ceratophyllum \| \| \| \| \| \| eudicots \| \| \| \| |
|  |                                                            |
|  | Ceratophyllum                                              |
|  |                                                            |
|  | eudicots                                                   |
|  |                                                            |

|  | Ceratophyllum |
|  |               |
|  | eudicots      |
|  |               |

|  | magnoliids    |
|  |               |
|  | Chloranthales |
|  |               |

|  | monocots                                                   |
|  |                                                            |
|  | \| \| Ceratophyllum \| \| \| \| \| \| eudicots \| \| \| \| |
|  |                                                            |
|  | Ceratophyllum                                              |
|  |                                                            |
|  | eudicots                                                   |
|  |                                                            |

|  | Ceratophyllum |
|  |               |
|  | eudicots      |
|  |               |

|  | magnoliids    |
|  |               |
|  | Chloranthales |
|  |               |

|  | monocots                                                   |
|  |                                                            |
|  | \| \| Ceratophyllum \| \| \| \| \| \| eudicots \| \| \| \| |
|  |                                                            |
|  | Ceratophyllum                                              |
|  |                                                            |
|  | eudicots                                                   |
|  |                                                            |

|  | Ceratophyllum |
|  |               |
|  | eudicots      |
|  |               |

|  | magnoliids    |
|  |               |
|  | Chloranthales |
|  |               |

|  | monocots                                                   |
|  |                                                            |
|  | \| \| Ceratophyllum \| \| \| \| \| \| eudicots \| \| \| \| |
|  |                                                            |
|  | Ceratophyllum                                              |
|  |                                                            |
|  | eudicots                                                   |
|  |                                                            |

|  | Ceratophyllum |
|  |               |
|  | eudicots      |
|  |               |

|  | magnoliids    |
|  |               |
|  | Chloranthales |
|  |               |

|  | monocots                                                   |
|  |                                                            |
|  | \| \| Ceratophyllum \| \| \| \| \| \| eudicots \| \| \| \| |
|  |                                                            |
|  | Ceratophyllum                                              |
|  |                                                            |
|  | eudicots                                                   |
|  |                                                            |

|  | Ceratophyllum |
|  |               |
|  | eudicots      |
|  |               |

|  | magnoliids    |
|  |               |
|  | Chloranthales |
|  |               |

|  | monocots                                                   |
|  |                                                            |
|  | \| \| Ceratophyllum \| \| \| \| \| \| eudicots \| \| \| \| |
|  |                                                            |
|  | Ceratophyllum                                              |
|  |                                                            |
|  | eudicots                                                   |
|  |                                                            |

|  | Ceratophyllum |
|  |               |
|  | eudicots      |
|  |               |

|  | magnoliids    |
|  |               |
|  | Chloranthales |
|  |               |

|  | monocots                                                   |
|  |                                                            |
|  | \| \| Ceratophyllum \| \| \| \| \| \| eudicots \| \| \| \| |
|  |                                                            |
|  | Ceratophyllum                                              |
|  |                                                            |
|  | eudicots                                                   |
|  |                                                            |

|  | Ceratophyllum |
|  |               |
|  | eudicots      |
|  |               |

|  | magnoliids    |
|  |               |
|  | Chloranthales |
|  |               |

|  | monocots                                                   |
|  |                                                            |
|  | \| \| Ceratophyllum \| \| \| \| \| \| eudicots \| \| \| \| |
|  |                                                            |
|  | Ceratophyllum                                              |
|  |                                                            |
|  | eudicots                                                   |
|  |                                                            |

|  | Ceratophyllum |
|  |               |
|  | eudicots      |
|  |               |

|  | magnoliids    |
|  |               |
|  | Chloranthales |
|  |               |

|  | monocots                                                   |
|  |                                                            |
|  | \| \| Ceratophyllum \| \| \| \| \| \| eudicots \| \| \| \| |
|  |                                                            |
|  | Ceratophyllum                                              |
|  |                                                            |
|  | eudicots                                                   |
|  |                                                            |

|  | Ceratophyllum |
|  |               |
|  | eudicots      |
|  |               |

|  | magnoliids    |
|  |               |
|  | Chloranthales |
|  |               |

|  | monocots                                                   |
|  |                                                            |
|  | \| \| Ceratophyllum \| \| \| \| \| \| eudicots \| \| \| \| |
|  |                                                            |
|  | Ceratophyllum                                              |
|  |                                                            |
|  | eudicots                                                   |
|  |                                                            |

|  | Ceratophyllum |
|  |               |
|  | eudicots      |
|  |               |

|  | magnoliids    |
|  |               |
|  | Chloranthales |
|  |               |

|  | monocots                                                   |
|  |                                                            |
|  | \| \| Ceratophyllum \| \| \| \| \| \| eudicots \| \| \| \| |
|  |                                                            |
|  | Ceratophyllum                                              |
|  |                                                            |
|  | eudicots                                                   |
|  |                                                            |

|  | Ceratophyllum |
|  |               |
|  | eudicots      |
|  |               |

|  | magnoliids    |
|  |               |
|  | Chloranthales |
|  |               |

|  | monocots                                                   |
|  |                                                            |
|  | \| \| Ceratophyllum \| \| \| \| \| \| eudicots \| \| \| \| |
|  |                                                            |
|  | Ceratophyllum                                              |
|  |                                                            |
|  | eudicots                                                   |
|  |                                                            |

|  | Ceratophyllum |
|  |               |
|  | eudicots      |
|  |               |

|  | magnoliids    |
|  |               |
|  | Chloranthales |
|  |               |

|  | monocots                                                   |
|  |                                                            |
|  | \| \| Ceratophyllum \| \| \| \| \| \| eudicots \| \| \| \| |
|  |                                                            |
|  | Ceratophyllum                                              |
|  |                                                            |
|  | eudicots                                                   |
|  |                                                            |

|  | Ceratophyllum |
|  |               |
|  | eudicots      |
|  |               |

|  | magnoliids    |
|  |               |
|  | Chloranthales |
|  |               |

|  | monocots                                                   |
|  |                                                            |
|  | \| \| Ceratophyllum \| \| \| \| \| \| eudicots \| \| \| \| |
|  |                                                            |
|  | Ceratophyllum                                              |
|  |                                                            |
|  | eudicots                                                   |
|  |                                                            |

|  | Ceratophyllum |
|  |               |
|  | eudicots      |
|  |               |

|  | magnoliids    |
|  |               |
|  | Chloranthales |
|  |               |

|  | monocots                                                   |
|  |                                                            |
|  | \| \| Ceratophyllum \| \| \| \| \| \| eudicots \| \| \| \| |
|  |                                                            |
|  | Ceratophyllum                                              |
|  |                                                            |
|  | eudicots                                                   |
|  |                                                            |

|  | Ceratophyllum |
|  |               |
|  | eudicots      |
|  |               |

|  | magnoliids    |
|  |               |
|  | Chloranthales |
|  |               |

|  | monocots                                                   |
|  |                                                            |
|  | \| \| Ceratophyllum \| \| \| \| \| \| eudicots \| \| \| \| |
|  |                                                            |
|  | Ceratophyllum                                              |
|  |                                                            |
|  | eudicots                                                   |
|  |                                                            |

|  | Ceratophyllum |
|  |               |
|  | eudicots      |
|  |               |

|  | magnoliids    |
|  |               |
|  | Chloranthales |
|  |               |

|  | monocots                                                   |
|  |                                                            |
|  | \| \| Ceratophyllum \| \| \| \| \| \| eudicots \| \| \| \| |
|  |                                                            |
|  | Ceratophyllum                                              |
|  |                                                            |
|  | eudicots                                                   |
|  |                                                            |

|  | Ceratophyllum |
|  |               |
|  | eudicots      |
|  |               |

|  | magnoliids    |
|  |               |
|  | Chloranthales |
|  |               |

|  | monocots                                                   |
|  |                                                            |
|  | \| \| Ceratophyllum \| \| \| \| \| \| eudicots \| \| \| \| |
|  |                                                            |
|  | Ceratophyllum                                              |
|  |                                                            |
|  | eudicots                                                   |
|  |                                                            |

|  | Ceratophyllum |
|  |               |
|  | eudicots      |
|  |               |

Phát sinh chủng loài của thực vật có hoa theo APG IV (2016).
|  | magnoliids    |
|  |               |
|  | Chloranthales |
|  |               |

|  | monocots                                                     |
|  |                                                              |
|  | \| \| Ceratophyllales \| \| \| \| \| \| eudicots \| \| \| \| |
|  |                                                              |
|  | Ceratophyllales                                              |
|  |                                                              |
|  | eudicots                                                     |
|  |                                                              |

|  | Ceratophyllales |
|  |                 |
|  | eudicots        |
|  |                 |

|  | magnoliids    |
|  |               |
|  | Chloranthales |
|  |               |

|  | monocots                                                     |
|  |                                                              |
|  | \| \| Ceratophyllales \| \| \| \| \| \| eudicots \| \| \| \| |
|  |                                                              |
|  | Ceratophyllales                                              |
|  |                                                              |
|  | eudicots                                                     |
|  |                                                              |

|  | Ceratophyllales |
|  |                 |
|  | eudicots        |
|  |                 |

|  | magnoliids    |
|  |               |
|  | Chloranthales |
|  |               |

|  | monocots                                                     |
|  |                                                              |
|  | \| \| Ceratophyllales \| \| \| \| \| \| eudicots \| \| \| \| |
|  |                                                              |
|  | Ceratophyllales                                              |
|  |                                                              |
|  | eudicots                                                     |
|  |                                                              |

|  | Ceratophyllales |
|  |                 |
|  | eudicots        |
|  |                 |

|  | magnoliids    |
|  |               |
|  | Chloranthales |
|  |               |

|  | monocots                                                     |
|  |                                                              |
|  | \| \| Ceratophyllales \| \| \| \| \| \| eudicots \| \| \| \| |
|  |                                                              |
|  | Ceratophyllales                                              |
|  |                                                              |
|  | eudicots                                                     |
|  |                                                              |

|  | Ceratophyllales |
|  |                 |
|  | eudicots        |
|  |                 |

|  | magnoliids    |
|  |               |
|  | Chloranthales |
|  |               |

|  | monocots                                                     |
|  |                                                              |
|  | \| \| Ceratophyllales \| \| \| \| \| \| eudicots \| \| \| \| |
|  |                                                              |
|  | Ceratophyllales                                              |
|  |                                                              |
|  | eudicots                                                     |
|  |                                                              |

|  | Ceratophyllales |
|  |                 |
|  | eudicots        |
|  |                 |

|  | magnoliids    |
|  |               |
|  | Chloranthales |
|  |               |

|  | monocots                                                     |
|  |                                                              |
|  | \| \| Ceratophyllales \| \| \| \| \| \| eudicots \| \| \| \| |
|  |                                                              |
|  | Ceratophyllales                                              |
|  |                                                              |
|  | eudicots                                                     |
|  |                                                              |

|  | Ceratophyllales |
|  |                 |
|  | eudicots        |
|  |                 |

|  | magnoliids    |
|  |               |
|  | Chloranthales |
|  |               |

|  | monocots                                                     |
|  |                                                              |
|  | \| \| Ceratophyllales \| \| \| \| \| \| eudicots \| \| \| \| |
|  |                                                              |
|  | Ceratophyllales                                              |
|  |                                                              |
|  | eudicots                                                     |
|  |                                                              |

|  | Ceratophyllales |
|  |                 |
|  | eudicots        |
|  |                 |

|  | magnoliids    |
|  |               |
|  | Chloranthales |
|  |               |

|  | monocots                                                     |
|  |                                                              |
|  | \| \| Ceratophyllales \| \| \| \| \| \| eudicots \| \| \| \| |
|  |                                                              |
|  | Ceratophyllales                                              |
|  |                                                              |
|  | eudicots                                                     |
|  |                                                              |

|  | Ceratophyllales |
|  |                 |
|  | eudicots        |
|  |                 |

|  | magnoliids    |
|  |               |
|  | Chloranthales |
|  |               |

|  | monocots                                                     |
|  |                                                              |
|  | \| \| Ceratophyllales \| \| \| \| \| \| eudicots \| \| \| \| |
|  |                                                              |
|  | Ceratophyllales                                              |
|  |                                                              |
|  | eudicots                                                     |
|  |                                                              |

|  | Ceratophyllales |
|  |                 |
|  | eudicots        |
|  |                 |

|  | magnoliids    |
|  |               |
|  | Chloranthales |
|  |               |

|  | monocots                                                     |
|  |                                                              |
|  | \| \| Ceratophyllales \| \| \| \| \| \| eudicots \| \| \| \| |
|  |                                                              |
|  | Ceratophyllales                                              |
|  |                                                              |
|  | eudicots                                                     |
|  |                                                              |

|  | Ceratophyllales |
|  |                 |
|  | eudicots        |
|  |                 |

|  | magnoliids    |
|  |               |
|  | Chloranthales |
|  |               |

|  | monocots                                                     |
|  |                                                              |
|  | \| \| Ceratophyllales \| \| \| \| \| \| eudicots \| \| \| \| |
|  |                                                              |
|  | Ceratophyllales                                              |
|  |                                                              |
|  | eudicots                                                     |
|  |                                                              |

|  | Ceratophyllales |
|  |                 |
|  | eudicots        |
|  |                 |

|  | magnoliids    |
|  |               |
|  | Chloranthales |
|  |               |

|  | monocots                                                     |
|  |                                                              |
|  | \| \| Ceratophyllales \| \| \| \| \| \| eudicots \| \| \| \| |
|  |                                                              |
|  | Ceratophyllales                                              |
|  |                                                              |
|  | eudicots                                                     |
|  |                                                              |

|  | Ceratophyllales |
|  |                 |
|  | eudicots        |
|  |                 |

|  | magnoliids    |
|  |               |
|  | Chloranthales |
|  |               |

|  | monocots                                                     |
|  |                                                              |
|  | \| \| Ceratophyllales \| \| \| \| \| \| eudicots \| \| \| \| |
|  |                                                              |
|  | Ceratophyllales                                              |
|  |                                                              |
|  | eudicots                                                     |
|  |                                                              |

|  | Ceratophyllales |
|  |                 |
|  | eudicots        |
|  |                 |

|  | magnoliids    |
|  |               |
|  | Chloranthales |
|  |               |

|  | monocots                                                     |
|  |                                                              |
|  | \| \| Ceratophyllales \| \| \| \| \| \| eudicots \| \| \| \| |
|  |                                                              |
|  | Ceratophyllales                                              |
|  |                                                              |
|  | eudicots                                                     |
|  |                                                              |

|  | Ceratophyllales |
|  |                 |
|  | eudicots        |
|  |                 |

|  | magnoliids    |
|  |               |
|  | Chloranthales |
|  |               |

|  | monocots                                                     |
|  |                                                              |
|  | \| \| Ceratophyllales \| \| \| \| \| \| eudicots \| \| \| \| |
|  |                                                              |
|  | Ceratophyllales                                              |
|  |                                                              |
|  | eudicots                                                     |
|  |                                                              |

|  | Ceratophyllales |
|  |                 |
|  | eudicots        |
|  |                 |

|  | magnoliids    |
|  |               |
|  | Chloranthales |
|  |               |

|  | monocots                                                     |
|  |                                                              |
|  | \| \| Ceratophyllales \| \| \| \| \| \| eudicots \| \| \| \| |
|  |                                                              |
|  | Ceratophyllales                                              |
|  |                                                              |
|  | eudicots                                                     |
|  |                                                              |

|  | Ceratophyllales |
|  |                 |
|  | eudicots        |
|  |                 |

|  | magnoliids    |
|  |               |
|  | Chloranthales |
|  |               |

|  | monocots                                                     |
|  |                                                              |
|  | \| \| Ceratophyllales \| \| \| \| \| \| eudicots \| \| \| \| |
|  |                                                              |
|  | Ceratophyllales                                              |
|  |                                                              |
|  | eudicots                                                     |
|  |                                                              |

|  | Ceratophyllales |
|  |                 |
|  | eudicots        |
|  |                 |

|  | magnoliids    |
|  |               |
|  | Chloranthales |
|  |               |

|  | monocots                                                     |
|  |                                                              |
|  | \| \| Ceratophyllales \| \| \| \| \| \| eudicots \| \| \| \| |
|  |                                                              |
|  | Ceratophyllales                                              |
|  |                                                              |
|  | eudicots                                                     |
|  |                                                              |

|  | Ceratophyllales |
|  |                 |
|  | eudicots        |
|  |                 |

|  | magnoliids    |
|  |               |
|  | Chloranthales |
|  |               |

|  | monocots                                                     |
|  |                                                              |
|  | \| \| Ceratophyllales \| \| \| \| \| \| eudicots \| \| \| \| |
|  |                                                              |
|  | Ceratophyllales                                              |
|  |                                                              |
|  | eudicots                                                     |
|  |                                                              |

|  | Ceratophyllales |
|  |                 |
|  | eudicots        |
|  |                 |

|  | magnoliids    |
|  |               |
|  | Chloranthales |
|  |               |

|  | monocots                                                     |
|  |                                                              |
|  | \| \| Ceratophyllales \| \| \| \| \| \| eudicots \| \| \| \| |
|  |                                                              |
|  | Ceratophyllales                                              |
|  |                                                              |
|  | eudicots                                                     |
|  |                                                              |

|  | Ceratophyllales |
|  |                 |
|  | eudicots        |
|  |                 |

|  | magnoliids    |
|  |               |
|  | Chloranthales |
|  |               |

|  | monocots                                                     |
|  |                                                              |
|  | \| \| Ceratophyllales \| \| \| \| \| \| eudicots \| \| \| \| |
|  |                                                              |
|  | Ceratophyllales                                              |
|  |                                                              |
|  | eudicots                                                     |
|  |                                                              |

|  | Ceratophyllales |
|  |                 |
|  | eudicots        |
|  |                 |

|  | magnoliids    |
|  |               |
|  | Chloranthales |
|  |               |

|  | monocots                                                     |
|  |                                                              |
|  | \| \| Ceratophyllales \| \| \| \| \| \| eudicots \| \| \| \| |
|  |                                                              |
|  | Ceratophyllales                                              |
|  |                                                              |
|  | eudicots                                                     |
|  |                                                              |

|  | Ceratophyllales |
|  |                 |
|  | eudicots        |
|  |                 |

|  | magnoliids    |
|  |               |
|  | Chloranthales |
|  |               |

|  | monocots                                                     |
|  |                                                              |
|  | \| \| Ceratophyllales \| \| \| \| \| \| eudicots \| \| \| \| |
|  |                                                              |
|  | Ceratophyllales                                              |
|  |                                                              |
|  | eudicots                                                     |
|  |                                                              |

|  | Ceratophyllales |
|  |                 |
|  | eudicots        |
|  |                 |

|  | magnoliids    |
|  |               |
|  | Chloranthales |
|  |               |

|  | monocots                                                     |
|  |                                                              |
|  | \| \| Ceratophyllales \| \| \| \| \| \| eudicots \| \| \| \| |
|  |                                                              |
|  | Ceratophyllales                                              |
|  |                                                              |
|  | eudicots                                                     |
|  |                                                              |

|  | Ceratophyllales |
|  |                 |
|  | eudicots        |
|  |                 |

|  | magnoliids    |
|  |               |
|  | Chloranthales |
|  |               |

|  | monocots                                                     |
|  |                                                              |
|  | \| \| Ceratophyllales \| \| \| \| \| \| eudicots \| \| \| \| |
|  |                                                              |
|  | Ceratophyllales                                              |
|  |                                                              |
|  | eudicots                                                     |
|  |                                                              |

|  | Ceratophyllales |
|  |                 |
|  | eudicots        |
|  |                 |

|  | magnoliids    |
|  |               |
|  | Chloranthales |
|  |               |

|  | monocots                                                     |
|  |                                                              |
|  | \| \| Ceratophyllales \| \| \| \| \| \| eudicots \| \| \| \| |
|  |                                                              |
|  | Ceratophyllales                                              |
|  |                                                              |
|  | eudicots                                                     |
|  |                                                              |

|  | Ceratophyllales |
|  |                 |
|  | eudicots        |
|  |                 |

|  | magnoliids    |
|  |               |
|  | Chloranthales |
|  |               |

|  | monocots                                                     |
|  |                                                              |
|  | \| \| Ceratophyllales \| \| \| \| \| \| eudicots \| \| \| \| |
|  |                                                              |
|  | Ceratophyllales                                              |
|  |                                                              |
|  | eudicots                                                     |
|  |                                                              |

|  | Ceratophyllales |
|  |                 |
|  | eudicots        |
|  |                 |

|  | magnoliids    |
|  |               |
|  | Chloranthales |
|  |               |

|  | monocots                                                     |
|  |                                                              |
|  | \| \| Ceratophyllales \| \| \| \| \| \| eudicots \| \| \| \| |
|  |                                                              |
|  | Ceratophyllales                                              |
|  |                                                              |
|  | eudicots                                                     |
|  |                                                              |

|  | Ceratophyllales |
|  |                 |
|  | eudicots        |
|  |                 |

|  | magnoliids    |
|  |               |
|  | Chloranthales |
|  |               |

|  | monocots                                                     |
|  |                                                              |
|  | \| \| Ceratophyllales \| \| \| \| \| \| eudicots \| \| \| \| |
|  |                                                              |
|  | Ceratophyllales                                              |
|  |                                                              |
|  | eudicots                                                     |
|  |                                                              |

|  | Ceratophyllales |
|  |                 |
|  | eudicots        |
|  |                 |

|  | magnoliids    |
|  |               |
|  | Chloranthales |
|  |               |

|  | monocots                                                     |
|  |                                                              |
|  | \| \| Ceratophyllales \| \| \| \| \| \| eudicots \| \| \| \| |
|  |                                                              |
|  | Ceratophyllales                                              |
|  |                                                              |
|  | eudicots                                                     |
|  |                                                              |

|  | Ceratophyllales |
|  |                 |
|  | eudicots        |
|  |                 |

|  | magnoliids    |
|  |               |
|  | Chloranthales |
|  |               |

|  | monocots                                                     |
|  |                                                              |
|  | \| \| Ceratophyllales \| \| \| \| \| \| eudicots \| \| \| \| |
|  |                                                              |
|  | Ceratophyllales                                              |
|  |                                                              |
|  | eudicots                                                     |
|  |                                                              |

|  | Ceratophyllales |
|  |                 |
|  | eudicots        |
|  |                 |

|  | magnoliids    |
|  |               |
|  | Chloranthales |
|  |               |

|  | monocots                                                     |
|  |                                                              |
|  | \| \| Ceratophyllales \| \| \| \| \| \| eudicots \| \| \| \| |
|  |                                                              |
|  | Ceratophyllales                                              |
|  |                                                              |
|  | eudicots                                                     |
|  |                                                              |

|  | Ceratophyllales |
|  |                 |
|  | eudicots        |
|  |                 |

|  | magnoliids    |
|  |               |
|  | Chloranthales |
|  |               |

|  | monocots                                                     |
|  |                                                              |
|  | \| \| Ceratophyllales \| \| \| \| \| \| eudicots \| \| \| \| |
|  |                                                              |
|  | Ceratophyllales                                              |
|  |                                                              |
|  | eudicots                                                     |
|  |                                                              |

|  | Ceratophyllales |
|  |                 |
|  | eudicots        |
|  |                 |

|  | magnoliids    |
|  |               |
|  | Chloranthales |
|  |               |

|  | monocots                                                     |
|  |                                                              |
|  | \| \| Ceratophyllales \| \| \| \| \| \| eudicots \| \| \| \| |
|  |                                                              |
|  | Ceratophyllales                                              |
|  |                                                              |
|  | eudicots                                                     |
|  |                                                              |

|  | Ceratophyllales |
|  |                 |
|  | eudicots        |
|  |                 |

|  | magnoliids    |
|  |               |
|  | Chloranthales |
|  |               |

|  | monocots                                                     |
|  |                                                              |
|  | \| \| Ceratophyllales \| \| \| \| \| \| eudicots \| \| \| \| |
|  |                                                              |
|  | Ceratophyllales                                              |
|  |                                                              |
|  | eudicots                                                     |
|  |                                                              |

|  | Ceratophyllales |
|  |                 |
|  | eudicots        |
|  |                 |

|  | magnoliids    |
|  |               |
|  | Chloranthales |
|  |               |

|  | monocots                                                     |
|  |                                                              |
|  | \| \| Ceratophyllales \| \| \| \| \| \| eudicots \| \| \| \| |
|  |                                                              |
|  | Ceratophyllales                                              |
|  |                                                              |
|  | eudicots                                                     |
|  |                                                              |

|  | Ceratophyllales |
|  |                 |
|  | eudicots        |
|  |                 |

|  | magnoliids    |
|  |               |
|  | Chloranthales |
|  |               |

|  | monocots                                                     |
|  |                                                              |
|  | \| \| Ceratophyllales \| \| \| \| \| \| eudicots \| \| \| \| |
|  |                                                              |
|  | Ceratophyllales                                              |
|  |                                                              |
|  | eudicots                                                     |
|  |                                                              |

|  | Ceratophyllales |
|  |                 |
|  | eudicots        |
|  |                 |

|  | magnoliids    |
|  |               |
|  | Chloranthales |
|  |               |

|  | monocots                                                     |
|  |                                                              |
|  | \| \| Ceratophyllales \| \| \| \| \| \| eudicots \| \| \| \| |
|  |                                                              |
|  | Ceratophyllales                                              |
|  |                                                              |
|  | eudicots                                                     |
|  |                                                              |

|  | Ceratophyllales |
|  |                 |
|  | eudicots        |
|  |                 |

|  | magnoliids    |
|  |               |
|  | Chloranthales |
|  |               |

|  | monocots                                                     |
|  |                                                              |
|  | \| \| Ceratophyllales \| \| \| \| \| \| eudicots \| \| \| \| |
|  |                                                              |
|  | Ceratophyllales                                              |
|  |                                                              |
|  | eudicots                                                     |
|  |                                                              |

|  | Ceratophyllales |
|  |                 |
|  | eudicots        |
|  |                 |

|  | magnoliids    |
|  |               |
|  | Chloranthales |
|  |               |

|  | monocots                                                     |
|  |                                                              |
|  | \| \| Ceratophyllales \| \| \| \| \| \| eudicots \| \| \| \| |
|  |                                                              |
|  | Ceratophyllales                                              |
|  |                                                              |
|  | eudicots                                                     |
|  |                                                              |

|  | Ceratophyllales |
|  |                 |
|  | eudicots        |
|  |                 |

|  | magnoliids    |
|  |               |
|  | Chloranthales |
|  |               |

|  | monocots                                                     |
|  |                                                              |
|  | \| \| Ceratophyllales \| \| \| \| \| \| eudicots \| \| \| \| |
|  |                                                              |
|  | Ceratophyllales                                              |
|  |                                                              |
|  | eudicots                                                     |
|  |                                                              |

|  | Ceratophyllales |
|  |                 |
|  | eudicots        |
|  |                 |

|  | magnoliids    |
|  |               |
|  | Chloranthales |
|  |               |

|  | monocots                                                     |
|  |                                                              |
|  | \| \| Ceratophyllales \| \| \| \| \| \| eudicots \| \| \| \| |
|  |                                                              |
|  | Ceratophyllales                                              |
|  |                                                              |
|  | eudicots                                                     |
|  |                                                              |

|  | Ceratophyllales |
|  |                 |
|  | eudicots        |
|  |                 |

|  | magnoliids    |
|  |               |
|  | Chloranthales |
|  |               |

|  | monocots                                                     |
|  |                                                              |
|  | \| \| Ceratophyllales \| \| \| \| \| \| eudicots \| \| \| \| |
|  |                                                              |
|  | Ceratophyllales                                              |
|  |                                                              |
|  | eudicots                                                     |
|  |                                                              |

|  | Ceratophyllales |
|  |                 |
|  | eudicots        |
|  |                 |

|  | magnoliids    |
|  |               |
|  | Chloranthales |
|  |               |

|  | monocots                                                     |
|  |                                                              |
|  | \| \| Ceratophyllales \| \| \| \| \| \| eudicots \| \| \| \| |
|  |                                                              |
|  | Ceratophyllales                                              |
|  |                                                              |
|  | eudicots                                                     |
|  |                                                              |

|  | Ceratophyllales |
|  |                 |
|  | eudicots        |
|  |                 |

|  | magnoliids    |
|  |               |
|  | Chloranthales |
|  |               |

|  | monocots                                                     |
|  |                                                              |
|  | \| \| Ceratophyllales \| \| \| \| \| \| eudicots \| \| \| \| |
|  |                                                              |
|  | Ceratophyllales                                              |
|  |                                                              |
|  | eudicots                                                     |
|  |                                                              |

|  | Ceratophyllales |
|  |                 |
|  | eudicots        |
|  |                 |

|  | magnoliids    |
|  |               |
|  | Chloranthales |
|  |               |

|  | monocots                                                     |
|  |                                                              |
|  | \| \| Ceratophyllales \| \| \| \| \| \| eudicots \| \| \| \| |
|  |                                                              |
|  | Ceratophyllales                                              |
|  |                                                              |
|  | eudicots                                                     |
|  |                                                              |

|  | Ceratophyllales |
|  |                 |
|  | eudicots        |
|  |                 |

|  | magnoliids    |
|  |               |
|  | Chloranthales |
|  |               |

|  | monocots                                                     |
|  |                                                              |
|  | \| \| Ceratophyllales \| \| \| \| \| \| eudicots \| \| \| \| |
|  |                                                              |
|  | Ceratophyllales                                              |
|  |                                                              |
|  | eudicots                                                     |
|  |                                                              |

|  | Ceratophyllales |
|  |                 |
|  | eudicots        |
|  |                 |

|  | magnoliids    |
|  |               |
|  | Chloranthales |
|  |               |

|  | monocots                                                     |
|  |                                                              |
|  | \| \| Ceratophyllales \| \| \| \| \| \| eudicots \| \| \| \| |
|  |                                                              |
|  | Ceratophyllales                                              |
|  |                                                              |
|  | eudicots                                                     |
|  |                                                              |

|  | Ceratophyllales |
|  |                 |
|  | eudicots        |
|  |                 |

|  | magnoliids    |
|  |               |
|  | Chloranthales |
|  |               |

|  | monocots                                                     |
|  |                                                              |
|  | \| \| Ceratophyllales \| \| \| \| \| \| eudicots \| \| \| \| |
|  |                                                              |
|  | Ceratophyllales                                              |
|  |                                                              |
|  | eudicots                                                     |
|  |                                                              |

|  | Ceratophyllales |
|  |                 |
|  | eudicots        |
|  |                 |

|  | magnoliids    |
|  |               |
|  | Chloranthales |
|  |               |

|  | monocots                                                     |
|  |                                                              |
|  | \| \| Ceratophyllales \| \| \| \| \| \| eudicots \| \| \| \| |
|  |                                                              |
|  | Ceratophyllales                                              |
|  |                                                              |
|  | eudicots                                                     |
|  |                                                              |

|  | Ceratophyllales |
|  |                 |
|  | eudicots        |
|  |                 |

|  | magnoliids    |
|  |               |
|  | Chloranthales |
|  |               |

|  | monocots                                                     |
|  |                                                              |
|  | \| \| Ceratophyllales \| \| \| \| \| \| eudicots \| \| \| \| |
|  |                                                              |
|  | Ceratophyllales                                              |
|  |                                                              |
|  | eudicots                                                     |
|  |                                                              |

|  | Ceratophyllales |
|  |                 |
|  | eudicots        |
|  |                 |

|  | magnoliids    |
|  |               |
|  | Chloranthales |
|  |               |

|  | monocots                                                     |
|  |                                                              |
|  | \| \| Ceratophyllales \| \| \| \| \| \| eudicots \| \| \| \| |
|  |                                                              |
|  | Ceratophyllales                                              |
|  |                                                              |
|  | eudicots                                                     |
|  |                                                              |

|  | Ceratophyllales |
|  |                 |
|  | eudicots        |
|  |                 |

|  | magnoliids    |
|  |               |
|  | Chloranthales |
|  |               |

|  | monocots                                                     |
|  |                                                              |
|  | \| \| Ceratophyllales \| \| \| \| \| \| eudicots \| \| \| \| |
|  |                                                              |
|  | Ceratophyllales                                              |
|  |                                                              |
|  | eudicots                                                     |
|  |                                                              |

|  | Ceratophyllales |
|  |                 |
|  | eudicots        |
|  |                 |

|  | magnoliids    |
|  |               |
|  | Chloranthales |
|  |               |

|  | monocots                                                     |
|  |                                                              |
|  | \| \| Ceratophyllales \| \| \| \| \| \| eudicots \| \| \| \| |
|  |                                                              |
|  | Ceratophyllales                                              |
|  |                                                              |
|  | eudicots                                                     |
|  |                                                              |

|  | Ceratophyllales |
|  |                 |
|  | eudicots        |
|  |                 |

|  | magnoliids    |
|  |               |
|  | Chloranthales |
|  |               |

|  | monocots                                                     |
|  |                                                              |
|  | \| \| Ceratophyllales \| \| \| \| \| \| eudicots \| \| \| \| |
|  |                                                              |
|  | Ceratophyllales                                              |
|  |                                                              |
|  | eudicots                                                     |
|  |                                                              |

|  | Ceratophyllales |
|  |                 |
|  | eudicots        |
|  |                 |

|  | magnoliids    |
|  |               |
|  | Chloranthales |
|  |               |

|  | monocots                                                     |
|  |                                                              |
|  | \| \| Ceratophyllales \| \| \| \| \| \| eudicots \| \| \| \| |
|  |                                                              |
|  | Ceratophyllales                                              |
|  |                                                              |
|  | eudicots                                                     |
|  |                                                              |

|  | Ceratophyllales |
|  |                 |
|  | eudicots        |
|  |                 |

|  | magnoliids    |
|  |               |
|  | Chloranthales |
|  |               |

|  | monocots                                                     |
|  |                                                              |
|  | \| \| Ceratophyllales \| \| \| \| \| \| eudicots \| \| \| \| |
|  |                                                              |
|  | Ceratophyllales                                              |
|  |                                                              |
|  | eudicots                                                     |
|  |                                                              |

|  | Ceratophyllales |
|  |                 |
|  | eudicots        |
|  |                 |

|  | magnoliids    |
|  |               |
|  | Chloranthales |
|  |               |

|  | monocots                                                     |
|  |                                                              |
|  | \| \| Ceratophyllales \| \| \| \| \| \| eudicots \| \| \| \| |
|  |                                                              |
|  | Ceratophyllales                                              |
|  |                                                              |
|  | eudicots                                                     |
|  |                                                              |

|  | Ceratophyllales |
|  |                 |
|  | eudicots        |
|  |                 |

|  | magnoliids    |
|  |               |
|  | Chloranthales |
|  |               |

|  | monocots                                                     |
|  |                                                              |
|  | \| \| Ceratophyllales \| \| \| \| \| \| eudicots \| \| \| \| |
|  |                                                              |
|  | Ceratophyllales                                              |
|  |                                                              |
|  | eudicots                                                     |
|  |                                                              |

|  | Ceratophyllales |
|  |                 |
|  | eudicots        |
|  |                 |

|  | magnoliids    |
|  |               |
|  | Chloranthales |
|  |               |

|  | monocots                                                     |
|  |                                                              |
|  | \| \| Ceratophyllales \| \| \| \| \| \| eudicots \| \| \| \| |
|  |                                                              |
|  | Ceratophyllales                                              |
|  |                                                              |
|  | eudicots                                                     |
|  |                                                              |

|  | Ceratophyllales |
|  |                 |
|  | eudicots        |
|  |                 |

|  | magnoliids    |
|  |               |
|  | Chloranthales |
|  |               |

|  | monocots                                                     |
|  |                                                              |
|  | \| \| Ceratophyllales \| \| \| \| \| \| eudicots \| \| \| \| |
|  |                                                              |
|  | Ceratophyllales                                              |
|  |                                                              |
|  | eudicots                                                     |
|  |                                                              |

|  | Ceratophyllales |
|  |                 |
|  | eudicots        |
|  |                 |

|  | magnoliids    |
|  |               |
|  | Chloranthales |
|  |               |

|  | monocots                                                     |
|  |                                                              |
|  | \| \| Ceratophyllales \| \| \| \| \| \| eudicots \| \| \| \| |
|  |                                                              |
|  | Ceratophyllales                                              |
|  |                                                              |
|  | eudicots                                                     |
|  |                                                              |

|  | Ceratophyllales |
|  |                 |
|  | eudicots        |
|  |                 |

|  | magnoliids    |
|  |               |
|  | Chloranthales |
|  |               |

|  | monocots                                                     |
|  |                                                              |
|  | \| \| Ceratophyllales \| \| \| \| \| \| eudicots \| \| \| \| |
|  |                                                              |
|  | Ceratophyllales                                              |
|  |                                                              |
|  | eudicots                                                     |
|  |                                                              |

|  | Ceratophyllales |
|  |                 |
|  | eudicots        |
|  |                 |

|  | magnoliids    |
|  |               |
|  | Chloranthales |
|  |               |

|  | monocots                                                     |
|  |                                                              |
|  | \| \| Ceratophyllales \| \| \| \| \| \| eudicots \| \| \| \| |
|  |                                                              |
|  | Ceratophyllales                                              |
|  |                                                              |
|  | eudicots                                                     |
|  |                                                              |

|  | Ceratophyllales |
|  |                 |
|  | eudicots        |
|  |                 |

Hiện còn 8 nhóm thực vật hạt kín còn sinh tồn:
- Amborella - loài cây bụi duy nhất ở New Caledonia
- Ceratophyllum - khoảng 6 loài[20] thực vật thủy sinh, có lẽ thân thuộc nhất như là các cây trong bể cảnh
- Chloranthales - vài chục loài cây có hương thơm với lá khía răng cưa
- Austrobaileyales - khoảng 100 loài[20] cây thân gỗ từ các nơi khác nhau trên thế giới
- Nymphaeales - khoảng 80 loài[20] - súng và Hydatellaceae
- magnoliids - khoảng 9.000 loài,[20] với đặc trưng hoa có các đặc điểm là bội số của 3, phấn hoa có một lỗ, và thông thường các lá có gân phân nhánh - chẳng hạn mộc lan, nguyệt quế và hồ tiêu
- eudicots - khoảng 175.000 loài,[20] với đặc trưng hoa có các đặc điểm là bội số của 4 hay 5, phấn hoa có 3 lỗ, và thông thường các lá có gân phân nhánh - ví dụ hướng dương, mao lương, táo tây và sồi
- monocots - khoảng 70.000 loài,[20] với đặc trưng hoa có các đặc điểm là bội số của 3, một lá mầm, phấn hoa có một lỗ, và thông thường các lá có gân song song - ví dụ cỏ, lan và cau, dừa

Mối quan hệ chính xác giữa 8 nhóm này vẫn chưa rõ ràng, mặc dù người ta đã xác định được rằng ba nhóm đầu tiên tách ra khỏi các dạng thực vật hạt kín tổ tiên là Amborellales, Nymphaeales và Austrobaileyales, theo đúng trật tự đó.

## Sự đa dạng của thực vật có hoa

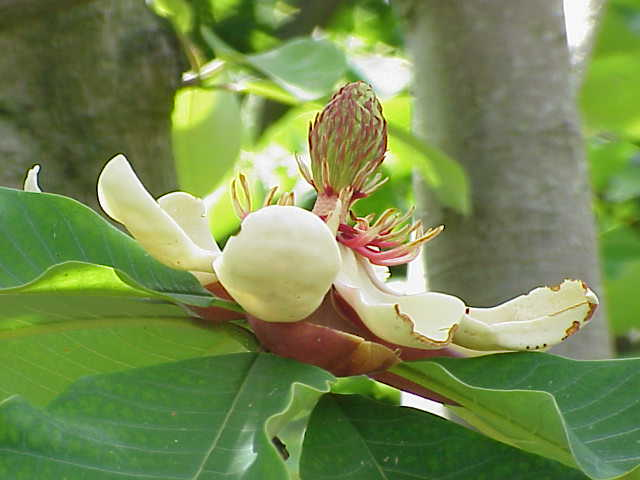
Magnolia tripetala

Người ta ước tính thực vật có hoa có khoảng 250.000-400.000 loài

 trong phạm vi của khoảng 462 họ (theo APG năm 1998). Trong APG II năm 2003 số lượng họ vẫn chưa được giải quyết; tối đa là 457, nhưng trong đó có 55 họ tùy chọn, vì thế số lượng họ tối thiểu trong hệ thống này là 402.
Sự đa dạng của thực vật có hoa không phân bố đồng đều. Sự phân bố gần đúng như sau: Khoảng 75% là thực vật hai lá mầm thật sự, khoảng 23% là thực vật một lá mầm còn 2% thuộc phức hợp Mộc lan. Tổng cộng năm nhánh còn lại chỉ có khoảng 250 loài, nghĩa là ít hơn 0,1% sự đa dạng của thực vật có hoa, được phân chia trong 9 họ.
Các họ thực vật có hoa đa dạng nhất, theo trật tự số lượng loài, là:
1. Asteraceae hay Compositae (họ Cúc): 25.040 loài[25]
2. Orchidaceae (họ Lan): 25.800 loài hoặc nhiều hơn[25]
3. Fabaceae hay Leguminosae (họ Đậu): 19.580 loài[25]
4. Rubiaceae (họ Thiến thảo hay họ Cà phê): 13.183 loài[26]
5. Poaceae hay Gramineae (họ Hòa thảo, họ Cỏ, họ Lúa): 11.337 loài[25]
6. Lamiaceae hay Labiatae (họ Hoa môi): 7.203 loài[25]
7. Euphorbiaceae (họ Đại kích hay họ Thầu dầu): 6.252 loài[25]
8. Cyperaceae (họ Cói): 5.695 loài[25]
9. Malvaceae (họ Cẩm quỳ): 4.300 loài[25]
10. Araceae (họ Chân bê, còn gọi là họ Ráy, bao gồm cả phân họ Ráy): 4.025 loài[25]

Trong danh sách 10 họ lớn nhất kể trên, thì Orchidaceae, Poaceae, Cyperaceae và Araceae là các họ thực vật một lá mầm; các họ còn lại là họ thực vật hai lá mầm.

## Cấu trúc trong
Sự đa dạng trong cấu trúc trong của ngành này cũng vượt xa ngành thực vật hạt trần. Các bó mạch của thân cây thuộc về dạng bàng hệ, điều đó có thể hiểu là các thành phần của thân gỗ (hay chất gỗ) và vỏ (hay li be) được xếp cạnh nhau trên cùng một đường tròn.
Trong nhóm lớn hơn là thực vật hai lá mầm thì chúng có các bó mạch trong các thân cây non được sắp xếp trong vòng gỗ mở, chia tách phần lõi xốp trung tâm với phần vỏ ngoài. Trong mỗi bó, chia tách bởi phần chất gỗ và phần li be, là một lớp mô phân sinh hay mô hình thành đang hoạt động, được biết dưới tên gọi tầng phát sinh gỗ; bằng sự hình thành của lớp phát sinh gỗ giữa các bó (tầng phát sinh gỗ trong bó) thì vòng gỗ hoàn hảo được tạo ra, và đều đặn tăng độ dày hàng năm do sự phát triển của chất gỗ ở bên trong và lớp li be ở bên ngoài. Li be mềm nhanh chóng bị tiêu tan, nhưng chất gỗ cứng thì vẫn còn và tạo thành kích thước lớn của thân cây và các cành đối với các cây thân gỗ lâu năm. Do các khác biệt trong đặc trưng của các thành phần được tạo ra vào đầu và cuối mùa nên nó được giới hạn theo mặt cắt ngang thành các vòng gỗ đồng tâm, mỗi vòng cho một mùa tăng trưởng - còn gọi là vòng gỗ hàng năm.
Trong nhóm nhỏ hơn là thực vật một lá mầm thì các bó mạch có nhiều hơn ở các thân cây non và phân tán qua các mô nền. Ngoài ra, chúng không chứa tầng phát sinh gỗ và kích thước thân cây khi đã hình thành chỉ tăng trưởng trong rất ít trường hợp.

## Cơ quan sinh dưỡng
Giống như ở thực vật hạt trần, việc tạo nhánh là đơn trục; sự tách đôi hay chia nhánh của điểm phát triển thành hai cành tương đương để thay thế cho thân chính là thiếu vắng ở cả thân và rễ. Lá có sự dao động lớn về hình dạng, nhưng nói chung là nhỏ so với kích thước của cây; ngoại trừ ở một số loài thực vật một lá mầm như trong phân họ Ráy, trong đó ở một vài chi thì cây tạo ra lá to, nhiều nhánh mỗi mùa.
Trong một số rất hạn chế các trường hợp thì thân cây chính không tạo cành và kết thúc của nó là hoa, giống như ở loài hoa tulip (uất kim hương), trong đó các lá bắc hình thành lên thân hành dưới đất, các lá xanh lục và các lá dạng hoa màu mè được sinh ra trên cùng một trục. Nói chung, các hoa chỉ được tạo thành trên các cành, nhánh có cấp cao hơn, thông thường chỉ ở các cành cao nhất trong hệ thống nhánh cây. Nhánh tiềm năng (chồi), hoặc là chồi lá hoặc là chồi hoa, được hình thành ở nách lá; đôi khi nhiều hơn một chồi mọc ra, giống như ở cây óc chó, trong đó 2-3 chồi mọc thành chuỗi theo chiều dọc phía trên mỗi lá. Nhiều chồi chỉ ở dạng ngủ hay chỉ được đánh thức trong những hoàn cảnh khác thường, chẳng hạn sau khi cành hiện tại bị phá hủy. Ví dụ việc chặt hay xén tỉa cành sẽ giúp cho các chồi ngủ nhiều năm có thể thức dậy. Các chồi lá đôi khi có thể mọc ra từ rễ, khi chúng bị đánh thức ngẫu nhiên; điều này xảy ra ở nhiều loại cây ăn quả, như cây dương, đu và nhiều loài khác. Ví dụ, các chồi non trổ ra từ lòng đất xung quanh cây đu không phải là cây non mà là các chồi rễ. Ở nhiều loài thực vật hai lá mầm thì rễ nguyên thủy của cây non tồn tại suốt cuộc đời của cây, tạo thành (thường thấy ở các cây hai năm) một rễ cái to, giống như ở cà rốt, hay ở cây lâu năm là một hệ thống rễ nhiều nhánh.Tuy nhiên, ở nhiều loài thực vật hai lá mầm và phần lớn thực vật một lá mầm khác thì rễ nguyên thủy sẽ tàn lụi đi nhanh chóng và thay thế vào đó là các rễ ngẫu nhiên mọc từ thân cây.

## Hoa, quả và hạt
Tính chất đặc trưng của thực vật hạt kín là hoa, trong đó có sự dao động đáng kể về hình dáng và sự hình thành. Nó đưa ra các đặc trưng đáng tin cậy nhất để thiết lập quan hệ giữa các loài thực vật hạt kín. Chức năng của hoa là đảm bảo cho sự thụ phấn của noãn và phát triển của quả chứa các hạt. Hoa có thể sinh ra ở đầu ngọn hay ở nách lá. Thỉnh thoảng, chẳng hạn như ở hoa vi ô let, hoa mọc ra ở nách của lá. Tuy nhiên, thông dụng hơn thì các phần mang hoa của thực vật về hình dạng là phân biệt rõ nét với các phần sinh dưỡng hay phần mang lá, cũng như tạo ra hệ thống nhánh phức tạp nhiều hay ít, được gọi là cụm hoa.
Giống như ở thực vật hạt trần, các bào tử được hoa tạo ra có hai loại: tiểu bào tử hay phấn hoa, sinh sản trong các nhị hoa và đại bào tử, trong đó các tế bào trứng phát triển, chứa trong noãn và được bao phủ trong lá noãn. Hoa có thể chỉ bao gồm một trong các phần mang bào tử như thế, chẳng hạn ở cây liễu, trong đó mỗi hoa chỉ có một vài nhị hoa hay hai lá noãn. Tuy nhiên, thông thường thì các cấu trúc khác cũng có nhằm hai mục đích là bảo vệ các bào tử và hình thành một vỏ bao hấp dẫn. Các thành phần cụ thể của các cấu trúc xung quanh này được gọi là đài hoa và cánh hoa (hay bao hoa trong hoa của một vài chi như Michelia). Phần bên ngoài (đài của các đài hoa) thông thường có màu xanh lục giống như lá, có chức năng bảo vệ phần còn lại của hoa, đặc biệt là trong nụ. Phần bên trong (tràng của các cánh hoa) nói chung có màu trắng hay các màu sáng và tinh tế hơn về cấu trúc, có chức năng hấp dẫn một số loài côn trùng hoặc chim chóc cụ thể nào đó mà sự có mặt của chúng giúp cho sự thụ phấn đạt hiệu quả hơn. Sự hấp dẫn bao gồm cả màu sắc và mùi, cũng như rất phổ biến là mật hoa được tiết ra từ một số bộ phận của hoa. Các đặc trưng lôi cuốn những kẻ thụ phấn này giải thích cho sự phổ biến của hoa và thực vật có hoa đối với con người.

### Giới tính của thực vật có hoa
Hoa là cơ quan sinh sản của thực vật có hoa. Bộ phận "đực" là các nhị hoa hay bộ nhị, nó tạo ra phấn hoa (các bào tử đực) trong các bao phấn. Bộ phận "cái" là lá noãn hay bộ nhụy, nó chứa các giao tử cái và là nơi để sự thụ phấn diễn ra. Trong khi phần lớn các hoa là hoàn hảo hay lưỡng tính (có cả phần đực và cái trong cùng một hoa) thì thực vật có hoa đã phát triển nhiều cơ chế hình thái và sinh lý để ngăn chặn hay làm giảm sự tự thụ phấn. Các hoa khác hình có các lá noãn ngắn và các nhị dài, hoặc ngược lại, vì thế các động vật thụ phấn không thể dễ dàng chuyển phấn hoa tới nhụy hoa (phần tiếp nhận của lá noãn). Các hoa đồng hình có thể có các cơ chế hóa sinh (sinh lý) gọi là tự không tương thích để phân biệt các hạt phấn hoa của nó hay không phải của nó. Ở các loài khác, các bộ phận đực và cái là tách biệt về hình thái, phát triển trên các hoa khác nhau.

### Thụ phấn
Vào thời kỳ thụ phấn thì túi phôi nằm gần với lớp màng bao phủ noãn, sao cho ống phấn hoa có thể thâm nhập vào, lớp tế bào thành ngăn trở thành có thể hấp thụ và các tế bào đực (phấn hoa) được bơm vào trong túi phôi. Được dẫn dắt bởi tế bào trứng không phát triển đầy đủ, một tế bào đực sẽ chui được vào noãn cầu và hợp nhất với nó, hai nhân kết hợp lại, trong khi một tế bào khác sẽ hợp nhất với nhân cuối cùng, hay còn được gọi là nhân nội nhũ. Điều đáng chú ý thú vị này sẽ tăng gấp đôi khả năng thụ phấn, mặc dù chỉ được phát hiện ra gần đây, đã được chứng minh là xảy ra ở nhiều họ có sự phân tách rộng, và nó xảy ra trong cả thực vật một lá mầm cũng như nguyên tản sau khoảng lặng tiếp theo sau quá trình tái tiếp sinh lực hợp nhất của các nhân có cực. Quan điểm này vẫn được duy trì bởi những người giữ quan điểm phân biệt hai hành vi của sự thụ phấn trong túi phôi, và gọi hành vi tác động của tế bào đực thứ nhất đối với tế bào trứng là thụ phấn sinh sản hay thụ phấn thực thụ, và hành vi của giao tử đực thứ hai đối với các nhân có cực là thụ phấn thực vật, nó tạo ra sự kích thích đối với sự phát triển trong tương quan với hành vi kia. Mặt khác, nếu nội nhũ là sản phẩm của hành vi thụ phấn giống như hành vi đã tạo ra phôi thì người ta phải thừa nhận rằng các thực vật sinh đôi được tạo ra trong túi phôi - một là phôi, nó sẽ trở thành thực vật hạt kín và hai là nội nhũ, có chu kỳ sống ngắn ngủi, nơi nuôi dưỡng không được phân hóa để hỗ trợ cho quá trình dinh dưỡng của phôi, thậm chí giống như là các phôi phụ trợ trong thực vật hạt trần nhiều phôi để có thể làm thuận lợi cho sự dinh dưỡng của phôi trội. Nếu đúng như vậy và nội nhũ cũng giống như phôi, là sản phẩm thông thường của hành vi sinh sản, thì sự lai giống sẽ tạo ra nội nhũ lai giống như nó tạo ra phôi lai, và ở đây (được giả thiết) chúng ta có thể có được sự giải thích cho hiện tượng giao phấn quan sát thấy ở các nội nhũ hỗn hợp của các giống ngô lai và các thực vật khác và nó là khả năng duy nhất có thể cho đến hiện nay để xác nhận rằng chúng là biểu hiện của sự mở rộng ảnh hưởng của phấn hoa đối với noãn và các sản phẩm của nó. Tuy nhiên, điều này không giải thích được sự hình thành của các quả có kích cỡ và màu sắc trung gian giữa các cây cha mẹ lai ghép chéo. Ý nghĩa của sự hợp nhất của các nhân có cực không giải thích được bởi các sự kiện mới này, nhưng nó là đáng chú ý khi cho rằng tế bào đực thứ hai đôi khi hợp nhất với nhân có cực ở đỉnh, chị em của tế bào trứng, trước khi có sự hợp nhất của nó với nhân có cực ở gốc.
Ý tưởng về nội nhũ như là thực vật phụ trợ thứ cấp không phải là điều mới mẻ; nó đã được đưa ra từ rất sớm để giải thích sự hợp nhất của các nhân có cực, nhưng khi đó nó đã dựa trên giả thiết rằng chúng là các tế bào đực và cái, một giả thiết mà không có chứng cứ xác nhận và nó vốn đã không chắc chắn là có thực. Nền tảng của sự hợp nhất của nhân đực thứ hai với nhân cuối cùng tạo ra cho sự thụ phấn một cơ sở ổn định hơn. Các tế bào đối cực hỗ trợ nhiều hay ít trong quá trình nuôi dưỡng phôi đang phát triển, và có thể trải qua quá trình nhân bản, mặc dù cuối cùng chúng bị phân hủy, cũng giống như tế bào trứng không phát triển đầy đủ. Giống như ở thực vật hạt trần và các nhóm khác, sự thay đổi định tính gắn liền với quá trình thụ phấn. Số lượng nhiễm sắc thể (xem Tế bào học thực vật) trong nhân của hai bào tử, hạt phấn và túi phôi, chỉ là một nửa số lượng nhiễm sắc thể tìm thấy trong nhân thực vật thông thường; và điều này đã giảm số lượng tồn tại trong các tế bào xuất phát từ chúng. Số lượng đầy đủ được phục hồi trong sự hợp nhất của các nhân đực và cái trong quá trình thụ phấn và nó duy trì cho đến khi hình thành các tế bào mà từ đó các bào tử lại được sinh ra trong các thế hệ mới.
Ở một vài bộ và chi thực vật, sự trệch hướng ra khỏi tiến trình thụ phấn thông thường cũng đã được miêu tả gần đây. Trong bộ Rosaceae, loạt Querciflorae, chi Casuarina rất bất thường và những chi khác, thay vì một đại bào tử thì một số mô dạng bào tử được tạo ra, nhưng chỉ có một tế bào tiến đến sự hình thành của tế bào cái sinh sản. Trong các chi Casuarina, Juglans và bộ Corylaceae, ống phấn hoa không thâm nhập theo màng bao noãn, mà vượt qua thành bao bầu nhụy và thông qua thực giá noãn để thâm nhập vào phần cuối điểm hợp của noãn. Phương pháp thâm nhập như thế được gọi là thâm nhập điểm hợp, ngược lại với thâm nhập màng bao hay phương pháp tiếp cận thông thường theo đường màng bao noãn.

### Phôi học
Kết quả của sự thụ phấn là sự phát triển của noãn thành hạt. Bằng cách phân chia tế bào trứng đã thụ phấn, hiện được bao phủ trong màng tế bào, thì thực vật-phôi được sinh ra. Một lượng thay đổi của các "bức thành" phân chia theo chiều ngang biến đổi chúng thành mầm phôi - một dãy tế bào trong đó tế bào gần nhất với màng bao noãn sẽ gắn liền với đỉnh của túi phôi, và như thế nó cố định vị trí của phôi đang phát triển, trong khi tế bào cuối cùng được chứa trong khoang của nó. Ở thực vật hai lá mầm, toàn bộ thân của phôi phát sinh từ tế bào cuối cùng của mầm phôi, từ tế bào tiếp theo sẽ sinh ra rễ, và tất cả các tế bào còn lại tạo ra cuống noãn. Ở nhiều thực vật một lá mầm thì tế bào cuối cùng tạo ra một phần lá mầm đơn độc của thân phôi, phần trục và rễ của nó xuất phát từ tế bào cận kề; như vậy lá mầm là cấu trúc cuối cùng và là đỉnh của thân nguyên thủy - một điều đánh dấu sự tương phản với thực vật hai lá mầm. Tuy nhiên, ở một số thực vật một lá mầm thì lá mầm không thực sự là cuối cùng. Rễ nguyên thủy của phôi trong tất cả thực vật hạt kín đều hướng về phía màng bao noãn. Phôi đang phát triển ở cuối của cuống noãn phát triển theo các mức độ khác nhau vào trong nội nhũ đang hình thành, từ trong đó nhờ hấp thụ bề mặt nó thu được các chất dinh dưỡng tốt cho sự tăng trưởng. Cùng thời gian đó, cuống noãn đóng vai trò của người vận chuyển chất dinh dưỡng và thậm chí có thể phát triển, khi mà không có phôi nhũ được tạo ra, các "rễ cuống noãn" hấp thụ đặc biệt bao lấy phôi đang phát triển hay chui vào trong thân và vỏ bao noãn, hoặc thậm chí vào trong thực giá noãn. Trong một số trường hợp phôi hay túi phôi gửi các vòi hút vào trong phôi tâm và vỏ bọc noãn. Khi phôi phát triển nó có thể hấp thụ mọi chất nuôi dưỡng có sẵn để lưu trữ hoặc là trong các lá mầm hay trong trụ dưới lá mầm của nó, là nơi không cần dùng ngay để tăng trưởng, như là nguồn thức ăn dự trữ để sử dụng khi nảy mầm và nhờ vậy nó tăng trưởng về kích thước cho đến khi nó chiếm toàn bộ túi phôi; hoặc sức hấp thụ của nó ở giai đoạn này có thể bị giới hạn chỉ ở mức cần thiết cho sự phát triển và nó duy trì ở kích thước tương đối nhỏ, chiếm một thể tích nhỏ của túi phôi, mà nếu khác đi thì được điền đầy bởi nội nhũ trong đó các thực phẩm dự trữ được lưu giữ. Ở đây còn có các trạng thái trung gian. Vị trí của phôi so với nội nhũ là không cố định, đôi khi nó ở bên trong nhưng đôi khi lại ở bên ngoài và ý nghĩa của điều này vẫn chưa được làm rõ.
Sự hình thành của nội nhũ bắt đầu từ nhân nội nhũ. Sự phân chia của nó luôn luôn bắt đầu trước sự phân chia của tế bào trứng, và vì thế có sự chuẩn bị đúng lúc cho sự nuôi dưỡng phôi non. Nếu túi phôi hẹp thì sự hình thành của nội nhũ tiến hành trong khoảng các đường phân chia tế bào, nhưng trong các túi phôi rộng thì nội nhũ được hình thành trước mọi thứ như là một lớp tế bào trần trụi xung quanh tường bao của túi, và chỉ dần dần thu được đặc trưng của đa tế bào, tạo ra mô điền đầy túi phôi. Chức năng của nội nhũ chủ yếu là nuôi dưỡng phôi, và vị trí gốc của nó trong túi phôi được sắp xếp sao cho nó thích hợp nhất cho sự hấp thụ các chất dinh dưỡng của noãn. Thời gian tồn tại của nó thay đổi theo khả năng sớm phát triển của phôi. Nó có thể bị hấp thụ hoàn toàn bởi sự phát triển nhanh của phôi ngay từ trong túi phôi, hoặc có thể tồn tại như là một thành phần còn lại dễ nhận thấy của hạt. Khi nó tồn tại như là thành phần cơ bản của hạt thì chức năng cung cấp nguồn nuôi dưỡng là rõ ràng, nó tích lũy trong các tế bào của mình các thức ăn dự trữ và theo các chất cơ bản thì nó có thể là tinh bột, dầu hay xenluloza, chất nhầy và protein. Trong trường hợp phôi đã tích trữ nguồn năng lượng dự trữ trong chính nó để tự dưỡng thì nội nhũ như là phần còn lại trong hạt có thể có chức năng khác, ví dụ để hấp thụ nước.
Một số sai biệt khi so sánh với sự phát triển thông thường cũng được ghi nhận. Sinh sản đơn tính, hay sự phát triển của phôi từ tế bào trứng mà không cần sự thụ phấn, đã được miêu tả đối với các loài của các chi Thalictrum, Antennaria và Alchemilla. Đa phôi nói chung gắn liền với sự phát triển của các tế bào hơn là từ tế bào trứng. Vì thế trong các chi Erythronium và Limnocharis thì tế bào trứng có thể tạo ra một lượng mô mà một vài phôi được tạo ra từ đó. Các trường hợp cá biệt chỉ ra rằng bất kỳ tế bào nào trong túi phôi có thể cũng tạo ra phôi, ví dụ tế bào trứng phát triển không đầy đủ trong các loài thuộc chi Mimosa, Iris và Allium, và trong chi cuối cùng đã nêu thì các tế bào đối cực cũng có thể. Trong chi Coelebogyne (họ Euphorbiaceae) và Funkia (họ Liliaceae) đa phôi được tạo ra từ việc sản xuất ngẫu nhiên các phôi từ các tế bào của phôi tâm xung quanh đỉnh của túi phôi. Ở các loài thuộc chi Allium, các phôi cũng đã được phát hiện là phát triển thành cùng một cá thể từ tế bào trứng, tế bào trứng không phát triển đầy đủ, tế bào đối cực và các tế bào của phôi tâm. Ở hai loài thuộc chi Balanophora sinh trưởng ở khu vực Malaya, phôi được phát triển từ tế bào của nội nhũ, nó chỉ được hình thành từ nhân có cực phía trên và bộ phận trứng bị phá hủy. Trường hợp vừa đề cập này có thể coi như là biểu hiện của sự phát triển sinh sản vô giao của thể bào tử từ thể giao tử khi so sánh với trường hợp sinh sản vô giao được miêu tả đối với các loài dương xỉ. Sự đa dạng của các trường hợp dị thường này, như đã chỉ ra trong các ví dụ trên đây, là lý do để người ta cần cân nhắc kỹ hơn trong việc thiết lập các nguyên lý hình thái cụ thể đối với thực vật có hoa.

### Quả và hạt
Do sự phát triển của phôi và nội nhũ diễn ra trong túi phôi, thành của chúng phình to lên và thông thường chúng hấp thụ các chất của phôi tâm để đạt tới gần như giới hạn ngoài của nó, đồng thời kết hợp với nó và vỏ bọc để tạo ra vỏ hạt; hoặc là toàn bộ phôi tâm và thậm chí cả vỏ bọc cũng có thể bị hấp thụ. Ở một số thực vật thì phôi tâm không bị hấp thụ như vậy, nhưng tự nó trở thành nơi tích lũy thức ăn dự trữ tạo ra ngoại nhũ và nó có thể cùng tồn tại với nội nhũ, chẳng hạn như ở bộ hoa Súng, hoặc có thể một mình tạo ra thức ăn dự trữ cho phôi, như ở chi Canna. Nguồn thức ăn dự trữ nội nhũ có ưu thế hơn so với ngoại nhũ, và cái cuối cùng này là tương đối khó thấy, chỉ ở vài loạt không thực sự tiến hóa mạnh. Các hạt trong đó nội nhũ hay ngoại nhũ hoặc cả hai cùng tồn tại nói chung được gọi là có phôi nhũ hay có nội nhũ, còn các hạt mà không có cả nội nhũ và ngoại nhũ được gọi là không có phôi nhũ hay không có nội nhũ. Tuy nhiên, các thuật ngữ này (được các nhà hệ thống hóa sử dụng rộng rãi) chỉ nói đến các đặc trưng thô thiển của hạt, và chỉ ra chứng cứ về nguồn dự trữ thức ăn; nhiều loại hạt được gọi là không có phôi nhũ nhưng khi quan sát dưới kính hiển vi lại rõ ràng là nội nhũ và có thể có chức năng khác không phải là chức năng cấp nguồn dinh dưỡng. Sự có hay không có mặt của nội nhũ, khối lượng tương đối của nó khi có mặt và vị trí của phôi trong nó là các đặc trưng có giá trị để phân biệt các bộ và các nhóm bộ. Trong khi ấy thành của bầu nhụy đã phát triển để tạo thành quả hay vỏ quả, cấu trúc của nó gắn liền với kiểu phát tán của hạt. Nói chung ảnh hưởng của sự thụ phấn rơi vào bầu nhụy và các phần khác của hoa cũng tham gia vào việc tạo quả, chẳng hạn đế hoa ở táo, dâu tây v.v. Đặc trưng của vỏ hạt có liên quan rõ ràng với đặc trưng của quả. Chức năng của chúng là tăng cường gấp đôi sự bảo vệ phôi và hỗ trợ trong sự phát tán; chúng cũng có thể trực tiếp xúc tiến sự nảy mầm. Nếu quả là loại quả nứt và hạt vì thế nhanh chóng được phô ra thì vỏ hạt cần cung ứng cho sự bảo vệ phôi và cũng có thể để an toàn cho sự phát tán. Ngược lại, quả loại không nứt không có chức năng như thế đối với phôi và vỏ hạt chỉ phát triển không đáng kể.

## Tầm quan trọng kinh tế
Thực vật có hoa cung cấp một tỷ lệ lớn các nguồn thực phẩm cho con người, có thể là trực tiếp hay gián tiếp qua thức ăn cho gia súc, gia cầm. Trong số các họ thực vật có hoa thì họ Hòa thảo (Poaceae) là quan trọng nhất, cung cấp phần lớn các loại lương thực như lúa, ngô, lúa mì, lúa mạch, kê, yến mạch, lúa mạch đen, mía, cao lương, trong khi họ Đậu (Fabaceae) đứng hàng thứ hai. Các họ quan trọng khác là họ Cà (Solanaceae) với khoai tây, cà chua và hồ tiêu, hay họ Bầu bí (Cucurbitaceae) với bầu, bí, dưa hấu, dưa chuột, hay họ Cải (Brassicaceae), với mù tạc, cải bắp, và họ Hoa tán (Apiaceae). Nhiều loại quả có từ họ Cam (Rutaceae), họ Hoa hồng (Rosaceae) như táo, đào, mơ, mận v.v...
Ở một vài khu vực trên thế giới, một vài loài nào đó có tầm quan trọng tối cao do sự đa dạng trong sử dụng chúng. Một ví dụ là dừa (Cocos nucifera) trên các đảo san hô vòng ở Thái Bình Dương. Một ví dụ khác là ô liu (Olea europaea) ở khu vực Địa Trung Hải.
Thực vật có hoa cũng cung cấp các nguồn cơ bản cho nền kinh tế thế giới trong sản xuất gỗ, giấy, sợi (bông, lanh và gai dầu v.v), dược phẩm (mao địa hoàng, long não v.v), các loại cây cảnh và nhiều ứng dụng khác.